# Линьу
Линьу́ (кит. упр. 临武, пиньинь Línwǔ) — уезд городского округа Чэньчжоу провинции Хунань (КНР).

## История
Уезд был создан ещё при империи Хань в 202 году до н.э.
При империи Суй в 589 году к уезду Линьу был присоединён уезд Наньпин. При империи Тан он был в 671 году вновь выделен в отдельный уезд. В 692 году уезд был переименован в Лунъу (隆武县), но в 705 году ему было возвращено прежнее название.
При государстве Поздняя Цзинь уезд был в 939 году расформирован, а управление делами на его территории перешло в ведение Гуйянского инспектора (桂阳监). При империи Сун уезд был в 1141 году создан вновь.
Во времена империи Мин в 1639 году на стыке уезда Линьу и территории, напрямую подчинённой властям Гуйянской области, был создан уезд Цзяхэ.
После образования КНР в 1949 году был создан Специальный район Чэньсянь (郴县专区), и уезд вошёл в его состав. В 1951 году Специальный район Чэньсянь был переименован в Специальный район Чэньчжоу (郴州专区).
В октябре 1952 года Специальный район Чэньчжоу был расформирован, и его административные единицы перешли в состав новой структуры — Сяннаньского административного района (湘南行政区). В 1954 году Сяннаньский административный район был упразднён, и был вновь создан Специальный район Чэньсянь.
В марте 1959 года уезд Линьу был присоединён к уезду Ичжан.
29 августа 1960 года Специальный район Чэньсянь был вновь переименован в Специальный район Чэньчжоу.
В июле 1961 года уезд Линьу был вновь выделен из уезда Ичжан.
В 1970 году Специальный район Чэньчжоу был переименован в Округ Чэньчжоу (郴州地区).
Постановлением Госсовета КНР от 17 декабря 1994 года округ Чэньчжоу был преобразован в городской округ.

## Административное деление
Уезд делится на 9 посёлков, 3 волости и 1 национальную волость.